# Amerikai sárkány
Az Amerikai sárkány (eredeti cím: American Dragon: Jake Long) 2005-től 2007-ig futott amerikai televíziós 2D-s számítógépes animációs sorozat, amelynek alkotója Jeff Goode. A tévéfilmsorozat a The Walt Disney Company gyártásában készült. Műfaját tekintve akciófilm-sorozat, kalandfilmsorozat, filmvígjáték-sorozat, és fantasy filmsorozat.
Amerikában a Disney Channel vetítette, Magyarországon a Jetix kezdte sugározi 2008-ban a Disney sztárok nevű blokkjában, majd később a csatorna megszűnése után a Disney Channel sugározta.

## Cselekmény
Egy New Yorkot védelmező, varázserővel rendelkező sárkány. Ellenségeitől kell megvédenie a varázsvilágot. A sárkánnyá átalakuló misztikus lény nem igazán bölcs, ezért sokszor bajba keveredik. Sokszor nagyapja húzza ki a pácból. Ő volt az első, aki szembeszállt a Sötét sárkánnyal, utána unokája is megtette ezt.

## Szereplők
- Jake Long (Dante Basco) (Czető Roland): Az amerikai sárkány. A néha buta fiú, aki szeret gördeszkázni, szórakozni. Szerelmes lesz Rose-ba, később kiderül, hogy szerelme a varázsvilág ellensége.
- Trixie Carter (Miss Kittie) (Lamboni Anna): Egy menő lány. Jake barátja.
- Spud (Charlie Finn) (Szalay Csongor): Egy lökött fiú. Jake barátja.
- Nagyapa (Keone Young) (Botár Endre): Egy bölcs öreg kisember. Jake nagyapja, egyben tanítómestere.
- Fu Eb (John Di Maggio) (Csuha Lajos): Egy beszélő kínai harcikutya, ötszáz éves shar-pei. Jake-nek ad tanácsokat.
- Rose (Mae Whitman) (Csuha Bori)
- Jonathan Long (Jeff Bennett) (Debreczeny Csaba)
- Susan Long (Lauren Tom) (Farkasinszky Edit)
- Haley Kay Long (Amy Bruckner) (Kántor Kitty)
- Sun Park (Sandra Oh) (Törtei Tünde)

## Epizódok

### 1. évad
- 01. Hagyományos kiképzés
- 02. Sárkánylehelet
- 03. A tehetséges Mr. Long
- 04. A sárkányfog legendája
- 05. 4. felvonás, 15. szín
- 06. Kalandos troll-mentés/Fu Eb sétája
- 07. Rotwood professzor elmélete
- 08. A tojás/A lopás
- 09. Sárkánytalálkozó
- 10. Testőrszolgálat
- 11. Az alakváltó
- 12. A sítúra
- 13. Long hétvége
- 14. A szépségverseny
- 15. Jake és a parti
- 16. Halloween-i csapás
- 17. Hongkongi éjszakák
- 18. Fu és a beszéd/Az egyszarvú
- 19. Tartsd a boltot!
- 20. Mérkőzés a sárkánnyal
- 21. A levadászott

### 2. évad
- 22. Fúria
- 23. Krylock mérge
- 24. Az akadémia
- 25. A kettős banda
- 26. Valami gyanús közeleg
- 27. Kitörés
- 28. Családi biznisz
- 29. A homokóra hőse
- 30. Álomszökés
- 31. Egy zavarodott elme
- 32. Bolondok aranya
- 33. Cápaasszony
- 34. Haley megvadul
- 35. A választás
- 36. Rootwood akta
- 37. Zűrös karácsony
- 38. Szerepcsere
- 39. Szerelmi hajókázás
- 40. Jake újéve
- 41. Hazatérés
- 42. Felnőtté válás
- 43. Szirén hangja
- 44. Békaember
- 45. Az őrzővédő
- 46. A Blog
- 47. A tábor
- 48. A sárkányvámpír
- 49. A játékkonzol
- 50. Fúria visszatér
- 51. Új amerikai sárkány
- 52. Utazás Hong Kongba